# Domènec Torrent
Domènec Torrent Font (Santa Coloma de Farners, 14 luglio 1962) è un allenatore di calcio ed ex calciatore spagnolo, di ruolo centrocampista, tecnico del Monterrey.

## Carriera
Conclusa una modesta carriera da calciatore, nel 1994 intraprende la carriera da allenatore. Dopo le esperienze nelle serie dilettantistiche con il Palafrugell e il Palamos, nel 2005 è chiamato ad allenare il Girona, allora militante in Tercera División.
Nel 2007 viene assunto come vice allenatore di Pep Guardiola al Barcellona B. Resta come vice di Guardiola per ben 11 anni, seguendolo anche nelle successive esperienze al Barcellona, al Bayern Monaco ed al Manchester City.
L'11 giugno 2018 viene chiamato a sostituire Patrick Vieira sulla panchina del New York City, club della MLS. L'8 novembre 2019 lascia l'incarico di comune accordo con il club.
Il 31 luglio 2020 viene annunciato come nuovo tecnico del Flamengo. Il 9 novembre seguente viene esonerato dopo una sconfitta per 4-0 contro l'Atlético Mineiro.
L'11 gennaio 2022 viene scelto per subentrare sulla panchina del club turco del Galatasaray al posto del dimissionario Fatih Terim, con la squadra al tredicesimo posto in classifica.

## Statistiche

### Statistiche da allenatore
Statistiche aggiornate al 21 maggio 2025.
| Stagione             | Squadra              | Campionato           | Campionato | Campionato | Campionato | Campionato | Coppe nazionali | Coppe nazionali | Coppe nazionali | Coppe nazionali | Coppe nazionali | Coppe continentali | Coppe continentali | Coppe continentali | Coppe continentali | Coppe continentali | Altre coppe | Altre coppe | Altre coppe | Altre coppe | Altre coppe | Totale | Totale | Totale | Totale | % Vittorie | Piazzamento |
| Stagione             | Squadra              | Comp                 | G          | V          | N          | P          | Comp            | G               | V               | N               | P               | Comp               | G                  | V                  | N                  | P                  | Comp        | G           | V           | N           | P           | G      | V      | N      | P      | %          | Piazzamento |
| -------------------- | -------------------- | -------------------- | ---------- | ---------- | ---------- | ---------- | --------------- | --------------- | --------------- | --------------- | --------------- | ------------------ | ------------------ | ------------------ | ------------------ | ------------------ | ----------- | ----------- | ----------- | ----------- | ----------- | ------ | ------ | ------ | ------ | ---------- | ----------- |
| 2018                 | New York City        | MLS                  | 19+3       | 8+1        | 4+0        | 7+2        | USOC            | -               | -               | -               | -               | -                  | -                  | -                  | -                  | -                  | -           | -           | -           | -           | -           | 22     | 9      | 4      | 9      | 40,91      | Sub. 7°     |
| 2019                 | New York City        | MLS                  | 34+1       | 18         | 10         | 6+1        | USOC            | 3               | 2               | 1               | 0               | -                  | -                  | -                  | -                  | -                  | -           | -           | -           | -           | -           | 38     | 20     | 11     | 7      | 52,63      | 2°          |
| Totale New York City | Totale New York City | Totale New York City | 57         | 27         | 14         | 16         |                 | 3               | 2               | 1               | 0               |                    | -                  | -                  | -                  | -                  |             | -           | -           | -           | -           | 60     | 29     | 15     | 16     | 48,33      |             |
| ago.-nov 2020        | Flamengo             | A                    | 20         | 10         | 5          | 5          | CB              | 2               | 2               | 0               | 0               | CL                 | 4                  | 3                  | 0                  | 1                  | -           | -           | -           | -           | -           | 26     | 15     | 5      | 6      | 57,69      | Eson.       |
| gen.-giu.2022        | Galatasaray          | SL                   | 18         | 7          | 4          | 7          | TK              | 0               | 0               | 0               | 0               | UEL                | 2                  | 0                  | 1                  | 1                  | -           | -           | -           | -           | -           | 20     | 7      | 5      | 8      | 35,00      | Sub. 13°    |
| 2024-2025            | Atlético San Luis    | PD                   | 34+4       | 15+2       | 3+1        | 16+1       | -               | -               | -               | -               | -               | -                  | -                  | -                  | -                  | -                  | LC          | 2           | 0           | 1           | 1           | 40     | 17     | 5      | 18     | 42,50      | 6°, 15°     |
| 2025-2026            | Monterrey            | PD                   | 0          | 0          | 0          | 0          | -               | -               | -               | -               | -               | -                  | -                  | -                  | -                  | -                  | LC+CmC      | 0+4         | 0+1         | 0+2         | 0+1         | 4      | 1      | 2      | 1      | 25,00      |             |
| Totale Carriera      | Totale Carriera      | Totale Carriera      | 133        | 61         | 27         | 45         |                 | 5               | 4               | 1               | 0               |                    | 6                  | 3                  | 1                  | 2                  |             | 6           | 1           | 3           | 2           | 150    | 69     | 32     | 49     | 46,00      |             |